# مالو گولوووده
مالو گولوووده (به صربی: Malo Golovode) یک منطقهٔ مسکونی در صربستان است که در کروشواتس واقع شده‌است. مالو گولوووده ۲٬۳۶۹ نفر جمعیت دارد.